# Thelypteris sclerophylla
Thelypteris sclerophylla är en kärrbräkenväxtart. Thelypteris sclerophylla ingår i släktet Thelypteris och familjen Thelypteridaceae.

## Underarter
Arten delas in i följande underarter:
- T. s. latifolia
- T. s. sclerophylla